# Issam Jemâa
Issam Jemâa (Gabès, 28 gennaio 1984) è un ex calciatore tunisino, di ruolo attaccante.
È il miglior marcatore di sempre della nazionale tunisina con 36 reti.

## Carriera

### Club
Nel Espérance Sportive de Tunis, è popolare tra il pubblico e si è costruito una solida reputazione ed è sacra poiché diventa campione nella sua prima stagione nel 2004.
Roger Lemerre lo convoca nella nazionale Tunisina nel giugno 2005 e con la consulenza di Jean-Luc Lamarche, lo porta al Lens Al suo arrivo, gioca come ala sinistra, ed è diventato famoso durante le partite europee, come contro la Sampdoria dove ha segnato il gol della vittoria nei minuti di recupero e offre qualificazione per le fasi a eliminazione diretta della Coppa Uefa. All'inizio della stagione 2006-2007, Jemâa migliora le proprie capacità grazie alla partnership con Aruna Dindane.
Va in prestito nella stagione 2007-2008 al Caen, promossa in Ligue 1. Reclutato da tenere, ha avuto un inizio difficile di stagione, nonostante le prestazioni promettenti durante le partite di preparazione. Si è infortunato al ginocchio nella selezione in nazionale contro il Sudan, l'8 settembre  2007, e impiega diverse settimane per guarire. Il cambiamento di gioco da (il 4-4-2 a 4-5-1) e la sostituzione del picco Yoan Gouffran non gioca a suo favore, e Issam gioca poco. A fine dicembre 2007, dopo la vittoria di Rennes, dove non è entrato in gioco, ha detto in particolare Ouest-France ' Non sono contento [..] nella mia testa, me ne vado, mi sento inutile. " Al ritorno della CAN 2008, dice, "torno con un altro stato d'animo, di lavoro, recupererò e darò il massimo per club ".
Tuttavia, prende il secondo posto nella scelta del coach, non riuscendo a cogliere le opportunità a sua disposizione.
Di ritorno dal prestito al Lens, è atterrato in Ligue 2, l'opportunità di aumentare il suo tempo di gioco con il ferimento di Aruna Dindane, Jemâa gioca più spesso su l'ala sinistra dell'attacco.
Il 13 aprile  2009, quando era di ruolo in prima linea della linee attacco, carica che ha ricoperto nella selezione, Jemâa esegue una tripletta, la prestazione gli consente di giocare contro lo Strasburgo, e anche contro il suo marchio "Lens atomizza Strasburgo", Eurosport, 14 aprile 2009. Alla fine della stagione, Jemâa ha vinto il primo titolo della sua carriera in Francia, e rifinito con sette gol per ventinove partite giocate, il suo score più brillante da quando è entrato a far parte totalmente al Lens. Il 10 febbraio  2010 durante il secondo turno della Coupe de France, ha fatto una doppietta e gli permette di qualificarsi contro l'Olympique de Marseille (3-1). Nella stagione 2010-2011, durante la partita tra la sua squadra Toulouse Football Club, è rimasto ferito a una gamba e non è disponibile per tre mesi.
Il 30 giugno 2011 ha firmato un contratto quadriennale per il AJ Auxerre. Ha segnato il suo primo gol con l'Auxerre il 20 luglio in una partita amichevole contro il Kaiserslautern. Il 17 settembre, alla sesta giornata del campionato di Francia di Ligue 1, ha segnato il suo primo gol con l'Auxerre contro il SM Caen (1-1). Il 21 dicembre, la giornata 19 della stagione, ha segnato il suo secondo gol della stagione contro la Dijon FCO (2-2).
Il 31 gennaio 2012 Jemaa va in prestito allo Stade Brest 29 fino al termine della stagione.

## Statistiche

### Cronologia presenze e reti in Nazionale
| Cronologia completa delle presenze e delle reti in nazionale ― Tunisia | Cronologia completa delle presenze e delle reti in nazionale ― Tunisia | Cronologia completa delle presenze e delle reti in nazionale ― Tunisia | Cronologia completa delle presenze e delle reti in nazionale ― Tunisia | Cronologia completa delle presenze e delle reti in nazionale ― Tunisia | Cronologia completa delle presenze e delle reti in nazionale ― Tunisia | Cronologia completa delle presenze e delle reti in nazionale ― Tunisia | Cronologia completa delle presenze e delle reti in nazionale ― Tunisia |
| Data                                                                   | Città                                                                  | In casa                                                                | Risultato                                                              | Ospiti                                                                 | Competizione                                                           | Reti                                                                   | Note                                                                   |
| ---------------------------------------------------------------------- | ---------------------------------------------------------------------- | ---------------------------------------------------------------------- | ---------------------------------------------------------------------- | ---------------------------------------------------------------------- | ---------------------------------------------------------------------- | ---------------------------------------------------------------------- | ---------------------------------------------------------------------- |
| 27/05/2005                                                             | Radès                                                                  | Tunisia                                                                | 4 – 1                                                                  | Angola                                                                 | Amichevole                                                             | -                                                                      |                                                                        |
| 4/06/2005                                                              | Gaborone                                                               | Botswana                                                               | 1 – 3                                                                  | Tunisia                                                                | Amichevole                                                             | -                                                                      |                                                                        |
| 11/06/2005                                                             | Radès                                                                  | Tunisia                                                                | 2 – 0                                                                  | Guinea                                                                 | Amichevole                                                             | -                                                                      |                                                                        |
| 21/06/2005                                                             | Lipsia                                                                 | Tunisia                                                                | 2 – 0                                                                  | Australia                                                              | Amichevole                                                             | -                                                                      |                                                                        |
| 17/08/2005                                                             | Tunisi                                                                 | Tunisia                                                                | 1 – 0                                                                  | Etiopia                                                                | Amichevole                                                             | -                                                                      |                                                                        |
| 3/09/2005                                                              | Nairobi                                                                | Kenya                                                                  | 0 – 1                                                                  | Tunisia                                                                | Amichevole                                                             | -                                                                      |                                                                        |
| 11/11/2005                                                             | Freetown                                                               | Rep. del Congo                                                         | 2 – 2                                                                  | Tunisia                                                                | Amichevole                                                             | 1                                                                      |                                                                        |
| 16/11/2005                                                             | Il Cairo                                                               | Egitto                                                                 | 1 – 2                                                                  | Tunisia                                                                | Amichevole                                                             | -                                                                      |                                                                        |
| 12/01/2006                                                             | Radès                                                                  | Tunisia                                                                | 1 – 0                                                                  | Liberia                                                                | Amichevole                                                             | -                                                                      |                                                                        |
| 15/01/2006                                                             | Tunisi                                                                 | Tunisia                                                                | 2 – 0                                                                  | Ghana                                                                  | Amichevole                                                             | -                                                                      |                                                                        |
| 26/01/2006                                                             | Alessandria d'Egitto                                                   | Sudafrica                                                              | 0 – 2                                                                  | Tunisia                                                                | Coppa d'Africa 2006 - 1º turno                                         | -                                                                      |                                                                        |
| 30/01/2006                                                             | Alessandria d'Egitto                                                   | Tunisia                                                                | 0 – 3                                                                  | Guinea                                                                 | Coppa d'Africa 2006 - 1º turno                                         | -                                                                      |                                                                        |
| 30/05/2006                                                             | Radès                                                                  | Tunisia                                                                | 3 – 0                                                                  | Bielorussia                                                            | Amichevole                                                             | 1                                                                      |                                                                        |
| 2/06/2006                                                              | Montevideo                                                             | Uruguay                                                                | 0 – 0                                                                  | Tunisia                                                                | Amichevole                                                             | -                                                                      |                                                                        |
| 7/10/2006                                                              | Tunisi                                                                 | Tunisia                                                                | 1 – 0                                                                  | Sudan                                                                  | Qual. Coppa d'Africa 2008                                              | -                                                                      |                                                                        |
| 7/02/2007                                                              | Rabat                                                                  | Marocco                                                                | 1 – 1                                                                  | Tunisia                                                                | Amichevole                                                             | 1                                                                      |                                                                        |
| 24/03/2007                                                             | Victoria                                                               | Seychelles                                                             | 0 – 3                                                                  | Tunisia                                                                | Amichevole                                                             | 3                                                                      |                                                                        |
| 2/06/2007                                                              | Tabarka                                                                | Tunisia                                                                | 4 – 0                                                                  | Togo                                                                   | Amichevole                                                             | 1                                                                      |                                                                        |
| 16/06/2007                                                             | Kairouan                                                               | Tunisia                                                                | 2 – 0                                                                  | Mauritius                                                              | Amichevole                                                             | 1                                                                      |                                                                        |
| 22/08/2007                                                             | Sfax                                                                   | Tunisia                                                                | 1 – 1                                                                  | Tanzania                                                               | Amichevole                                                             | -                                                                      |                                                                        |
| 9/09/2007                                                              | Khartoum                                                               | Sudan                                                                  | 3 – 2                                                                  | Tunisia                                                                | Qual. Coppa d'Africa 2008                                              | -                                                                      |                                                                        |
| 17/11/2007                                                             | Radès                                                                  | Tunisia                                                                | 2 – 0                                                                  | Namibia                                                                | Amichevole                                                             | 1                                                                      |                                                                        |
| 21/11/2007                                                             | Vienna                                                                 | Austria                                                                | 0 – 0                                                                  | Tunisia                                                                | Amichevole                                                             | -                                                                      |                                                                        |
| 6/01/2008                                                              | Gabès                                                                  | Tunisia                                                                | 1 – 2                                                                  | Zambia                                                                 | Amichevole                                                             | -                                                                      |                                                                        |
| 23/01/2008                                                             | Tamale                                                                 | Senegal                                                                | 2 – 2                                                                  | Tunisia                                                                | Coppa d'Africa 2008 - 1º turno                                         | 1                                                                      |                                                                        |
| 27/01/2008                                                             | Tamale                                                                 | Tunisia                                                                | 3 – 1                                                                  | Sudafrica                                                              | Coppa d'Africa 2008 - 1º turno                                         | -                                                                      |                                                                        |
| 31/01/2008                                                             | Tamale                                                                 | Angola                                                                 | 0 – 0                                                                  | Tunisia                                                                | Coppa d'Africa 2008 - 1º turno                                         | -                                                                      |                                                                        |
| 4/02/2008                                                              | Tamale                                                                 | Camerun                                                                | 3 – 2                                                                  | Tunisia                                                                | Coppa d'Africa 2008 - Quarti di finale                                 | -                                                                      |                                                                        |
| 26/03/2008                                                             | Évry                                                                   | Tunisia                                                                | 2 – 0                                                                  | Costa d'Avorio                                                         | Amichevole                                                             | -                                                                      |                                                                        |
| 1/06/2008                                                              | Radès                                                                  | Tunisia                                                                | 1 – 2                                                                  | Burkina Faso                                                           | Amichevole                                                             | -                                                                      |                                                                        |
| 8/06/2008                                                              | Algeri                                                                 | Algeria                                                                | 0 – 2                                                                  | Tunisia                                                                | Amichevole                                                             | 1                                                                      |                                                                        |
| 15/06/2008                                                             | Bujumbura                                                              | Burundi                                                                | 0 – 1                                                                  | Tunisia                                                                | Amichevole                                                             | -                                                                      |                                                                        |
| 21/06/2008                                                             | Dublino                                                                | Irlanda                                                                | 2 – 1                                                                  | Tunisia                                                                | Amichevole                                                             | 1                                                                      |                                                                        |
| 11/10/2008                                                             | Stoccarda                                                              | Germania                                                               | 3 – 1                                                                  | Tunisia                                                                | Amichevole                                                             | -                                                                      |                                                                        |
| 14/10/2008                                                             | Saint-Denis                                                            | Francia                                                                | 3 – 1                                                                  | Tunisia                                                                | Amichevole                                                             | 1                                                                      |                                                                        |
| 19/11/2008                                                             | Accra                                                                  | Senegal                                                                | 0 – 0                                                                  | Tunisia                                                                | Amichevole                                                             | -                                                                      |                                                                        |
| 11/02/2009                                                             | Rotterdam                                                              | Paesi Bassi                                                            | 1 – 1                                                                  | Tunisia                                                                | Amichevole                                                             | -                                                                      |                                                                        |
| 28/03/2009                                                             | Osaka                                                                  | Giappone                                                               | 1 – 2                                                                  | Tunisia                                                                | Amichevole                                                             | 1                                                                      |                                                                        |
| 12/08/2009                                                             | Ginevra                                                                | Svizzera                                                               | 0 – 0                                                                  | Tunisia                                                                | Amichevole                                                             | -                                                                      |                                                                        |
| 16/09/2009                                                             | Abuja                                                                  | Tunisia                                                                | 2 – 2                                                                  | Nigeria                                                                | Amichevole                                                             | -                                                                      |                                                                        |
| 11/10/2009                                                             | Radès                                                                  | Tunisia                                                                | 1 – 0                                                                  | Messico                                                                | Amichevole                                                             | -                                                                      |                                                                        |
| 14/10/2009                                                             | Sfax                                                                   | Tunisia                                                                | 0 – 1                                                                  | Arabia Saudita                                                         | Amichevole                                                             | -                                                                      |                                                                        |
| 14/11/2009                                                             | Maputo                                                                 | Mozambico                                                              | 2 – 0                                                                  | Tunisia                                                                | Amichevole                                                             | -                                                                      |                                                                        |
| 9/01/2010                                                              | Assuan                                                                 | Tunisia                                                                | 1 – 2                                                                  | Gambia                                                                 | Amichevole                                                             | -                                                                      |                                                                        |
| 13/01/2010                                                             | Lubango                                                                | Zambia                                                                 | 1 – 1                                                                  | Tunisia                                                                | Coppa d'Africa 2010 - 1º turno                                         | -                                                                      |                                                                        |
| 17/01/2010                                                             | Lubango                                                                | Tunisia                                                                | 0 – 0                                                                  | Gabon                                                                  | Coppa d'Africa 2010 - 1º turno                                         | -                                                                      |                                                                        |
| 21/01/2010                                                             | Lubango                                                                | Camerun                                                                | 2 – 2                                                                  | Tunisia                                                                | Coppa d'Africa 2010 - 1º turno                                         | -                                                                      |                                                                        |
| 30/05/2010                                                             | San Paolo                                                              | Brasile                                                                | 1 – 1                                                                  | Tunisia                                                                | Amichevole                                                             | 1                                                                      |                                                                        |
| 20/06/2010                                                             | Khartoum                                                               | Sudan                                                                  | 2 – 6                                                                  | Tunisia                                                                | Amichevole                                                             | 2                                                                      |                                                                        |
| 1/07/2010                                                              | El Medah                                                               | Botswana                                                               | 1 – 0                                                                  | Tunisia                                                                | Qual. Coppa d'Africa 2012                                              | -                                                                      |                                                                        |
| 11/08/2010                                                             | N'Djamena                                                              | Ciad                                                                   | 1 – 3                                                                  | Tunisia                                                                | Qual. Coppa d'Africa 2012                                              | 1                                                                      |                                                                        |
| 4/09/2010                                                              | Radès                                                                  | Tunisia                                                                | 2 – 2                                                                  | Malawi                                                                 | Qual. Coppa d'Africa 2012                                              | 2                                                                      |                                                                        |
| 10/10/2010                                                             | Lomé                                                                   | Togo                                                                   | 1 – 2                                                                  | Tunisia                                                                | Qual. Coppa d'Africa 2012                                              | 1                                                                      |                                                                        |
| 29/03/2011                                                             | Mascate                                                                | Oman                                                                   | 2 – 1                                                                  | Tunisia                                                                | Amichevole                                                             | -                                                                      |                                                                        |
| 3/06/2011                                                              | Casablanca                                                             | Ciad                                                                   | 0 – 5                                                                  | Tunisia                                                                | Amichevole                                                             | 3                                                                      |                                                                        |
| 10/08/2011                                                             | Monastir                                                               | Tunisia                                                                | 4 – 2                                                                  | Mali                                                                   | Amichevole                                                             | 1                                                                      |                                                                        |
| 3/09/2011                                                              | Blantyre                                                               | Malawi                                                                 | 0 – 0                                                                  | Tunisia                                                                | Qual. Coppa d'Africa 2012                                              | -                                                                      |                                                                        |
| 8/10/2011                                                              | Radès                                                                  | Tunisia                                                                | 2 – 0                                                                  | Togo                                                                   | Qual. Coppa d'Africa 2012                                              | -                                                                      |                                                                        |
| 12/11/2011                                                             | Blida                                                                  | Algeria                                                                | 1 – 0                                                                  | Tunisia                                                                | Amichevole                                                             | -                                                                      |                                                                        |
| 27/01/2012                                                             | Libreville                                                             | Tunisia                                                                | 2 – 1                                                                  | Nigeria                                                                | Coppa d'Africa 2012 - 1º turno                                         | 1                                                                      |                                                                        |
| 31/01/2012                                                             | Franceville                                                            | Gabon                                                                  | 1 – 0                                                                  | Tunisia                                                                | Coppa d'Africa 2012 - 1º turno                                         | -                                                                      |                                                                        |
| 4/02/2012                                                              | Franceville                                                            | Ghana                                                                  | 2 – 1                                                                  | Tunisia                                                                | Coppa d'Africa 2012 - 1º turno                                         | -                                                                      |                                                                        |
| 29/02/2012                                                             | Tunisi                                                                 | Tunisia                                                                | 1 – 1                                                                  | Perù                                                                   | Amichevole                                                             | -                                                                      |                                                                        |
| 27/05/2012                                                             | Monastir                                                               | Tunisia                                                                | 5 – 0                                                                  | Ruanda                                                                 | Amichevole                                                             | 1                                                                      |                                                                        |
| 2/06/2012                                                              | Abu Dhabi                                                              | Tunisia                                                                | 3 – 1                                                                  | Guinea Equatoriale                                                     | Qual. Mondiali 2014                                                    | 1                                                                      |                                                                        |
| 9/06/2012                                                              | Praia                                                                  | Capo Verde                                                             | 1 – 2                                                                  | Tunisia                                                                | Qual. Mondiali 2014                                                    | 1                                                                      |                                                                        |
| 15/08/2012                                                             | Budapest                                                               | Iran                                                                   | 2 – 2                                                                  | Tunisia                                                                | Amichevole                                                             | 1                                                                      |                                                                        |
| 8/09/2012                                                              | Freetown                                                               | Sierra Leone                                                           | 2 – 2                                                                  | Tunisia                                                                | Qual. Mondiali 2014                                                    | -                                                                      |                                                                        |
| 13/10/2012                                                             | Mogadiscio                                                             | Stati Uniti                                                            | 0 – 0                                                                  | Tunisia                                                                | Amichevole                                                             | -                                                                      |                                                                        |
| 14/11/2012                                                             | Tunisi                                                                 | Tunisia                                                                | 1 – 0                                                                  | Svizzera                                                               | Amichevole                                                             | -                                                                      |                                                                        |
| 30/12/2012                                                             | Baghdad                                                                | Iraq                                                                   | 1 – 2                                                                  | Tunisia                                                                | Amichevole                                                             | 1                                                                      |                                                                        |
| 7/01/2013                                                              | Doha                                                                   | Etiopia                                                                | 1 – 1                                                                  | Tunisia                                                                | Amichevole                                                             | -                                                                      |                                                                        |
| 10/01/2013                                                             | Abu Dhabi                                                              | Gabon                                                                  | 1 – 1                                                                  | Tunisia                                                                | Amichevole                                                             | -                                                                      |                                                                        |
| 13/01/2013                                                             | Radès                                                                  | Tunisia                                                                | 4 – 2                                                                  | Namibia                                                                | Amichevole                                                             | 2                                                                      |                                                                        |
| 22/01/2013                                                             | Rastenburg                                                             | Tunisia                                                                | 1 – 0                                                                  | Rep. del Congo                                                         | Amichevole                                                             | -                                                                      |                                                                        |
| 23/03/2013                                                             | Radès                                                                  | Tunisia                                                                | 2 – 1                                                                  | Svezia                                                                 | Amichevole                                                             | -                                                                      |                                                                        |
| 16/06/2013                                                             | Malabo                                                                 | Guinea Equatoriale                                                     | 1 – 1                                                                  | Tunisia                                                                | Qual. Mondiali 2014                                                    | -                                                                      |                                                                        |
| 14/08/2013                                                             | Sfax                                                                   | Tunisia                                                                | 3 – 0                                                                  | Madagascar                                                             | Amichevole                                                             | 2                                                                      |                                                                        |
| 7/09/2013                                                              | Radès                                                                  | Tunisia                                                                | 3 – 0                                                                  | Capo Verde                                                             | Qual. Mondiali 2014                                                    | -                                                                      |                                                                        |
| 13/10/2013                                                             | Yaoundé                                                                | Camerun                                                                | 0 – 0                                                                  | Tunisia                                                                | Qual. Mondiali 2014                                                    | -                                                                      |                                                                        |
| 5/03/2014                                                              | Barcellona                                                             | Tunisia                                                                | 1 – 1                                                                  | Colombia                                                               | Amichevole                                                             | -                                                                      |                                                                        |
| 28/05/2014                                                             | Seul                                                                   | Corea del Sud                                                          | 1 – 0                                                                  | Tunisia                                                                | Amichevole                                                             | -                                                                      |                                                                        |
| 7/06/2014                                                              | Bruxelles                                                              | Belgio                                                                 | 1 – 0                                                                  | Tunisia                                                                | Amichevole                                                             | -                                                                      |                                                                        |
| 10/10/2014                                                             | Dakar                                                                  | Senegal                                                                | 0 – 0                                                                  | Tunisia                                                                | Amichevole                                                             | -                                                                      |                                                                        |
| Totale                                                                 |                                                                        | Presenze                                                               | 84                                                                     |                                                                        | Reti                                                                   | 36                                                                     |                                                                        |

## Palmarès

### Club

#### Competizioni nazionali
- Ligue 2: 1

Lens: 2008-2009

#### Competizioni internazionali
- Coppa dell'AFC: 2

Al-Kuwait: 2012, 2013